# Nouveaux contes à Ninon
Nouveaux contes à Ninon est un recueil de nouvelles d'Émile Zola paru en 1874.   

## Contenu
Le recueil se compose de 27 textes organisés en 14 contes, précédés d'une dédicace en forme de préface. Le titre du volume n'est apparu qu'au moment de sa composition afin d'établir, de l'extérieur, une certaine continuité avec les premiers Contes à Ninon, parus dix ans plus tôt.
Tous ces textes étaient auparavant parus dans la presse, mais sont fortement retravaillés pour le recueil : Zola supprime les allusions trop précises à l'actualité, réduit la part des commentaires et des digressions, réunit parfois les fragments de plusieurs chroniques dont il a retranché plusieurs parties. C'est une sorte d'anthologie de Zola journaliste, contemporaine des premiers volumes des Rougon-Macquart, mais encore traversée d'une certaine veine autobiographique.
La critique est partagée quant à l'organisation des textes du volume. Roger Ripoll y décèle une unité due à une technique de composition relevant du montage et à un classement des contes commandé par leur forme et leur contenu : d'abord les années de Provence, puis la vie du conteur à Paris, enfin la guerre et la Commune. Alain Pagès n'y voit qu'un simple volume assez hétérogène de mélanges.

### À Ninon
Dans cette préface, le narrateur s'adresse pour la dernière fois à sa chère Ninon : une page est tournée, il laisse derrière lui les contes de sa jeunesse pour se préparer à ses futurs combats littéraires. Il exprime ses ambitions : « Tout voir, tout savoir, tout dire. Je voudrais coucher l'humanité sur une page blanche, tous les êtres, toutes les choses ; une œuvre qui serait l'arche immense ».

### Un bain
Le comte Octave aime la belle Adeline, qui se veut indifférente. Un bain nocturne, qui les réunit malgré eux, permet enfin une déclaration d'amour, bien accueillie.
Conte le plus récent du recueil, il contient des motifs qui seront repris et développés dans La Faute de l'abbé Mouret : la présence envahissante de la végétation d'un parc à demi abandonné, la quête d'Adeline, à la recherche d'un secret qu'elle ne peut pas s'avouer, la statue mutilée de l'Amour qui sourit mystérieusement.

### Les Fraises
Excursion dans le bois de Verrières où tant d'amoureux ont promené leurs amours, à la recherche de fraises. 
Fortement retravaillé et abrégé, surtout au dénouement, le texte rappelle certaines scènes de Madame Bovary, mais se termine sur un surprenant détail comique. Comme Un bain,« il illustre l'emprise des puissances de la vie sur des couples d'origine sociale bien différente ». 

### Le Grand Michu
Révolte des lycéens contre la piètre qualité de la nourriture. Elle est menée par le Grand Michu, qui pourtant s'en contenterait, au nom des valeurs républicaines enseignées par son père, « la solidarité et le dévouement de l'individu aux intérêts de la communauté ». Il est le seul élève renvoyé.

### Le Jeûne
Dans la molle tiédeur d'une église bien chauffée, une baronne se laisse aller à la rêverie, pendant que le vicaire, qui pourtant vient richement dîner chez elle tous les jeudis, promet les flammes de l'enfer à tous ceux qui ne respecteraient pas le jeûne du Carême.
Ce texte a été rapproché du Sermon de Gustave Droz, avec cependant chez Zola une satire bien plus prononcée. Rapprochement également avec La Conquête de Plassans : « C'est la même dénonciation des aspects équivoques de la dévotion, des séductions sensuelles que l'Église exerce sur la femme. »

### Les Épaules de la marquise
« Depuis que, grâce à un pouvoir fort, les dames de naturel joyeux peuvent se décolleter et danser aux Tuileries, les épaules de la marquise, largement étalées, sont le blason voluptueux du règne. »
Oh ! non, Madame, il ne dégèle pas. On vient de trouver un homme mort de froid sous un omnibus.

La marquise est prise d'une joie d'enfant ; elle tape ses mains l'une contre l'autre, en criant :

« Ah ! tant mieux ! J'irai patiner cette après-midi. »
Sous un vernis de sympathie feinte, le Second Empire est défini par le luxe et la corruption ; l'étalage des nudités dans les salons officiels est le signe de la débauche à laquelle se livrent les puissants du jour. Ce thème sera développé dans La Curée.

### Mon voisin Jacques
Le narrateur découvre que son voisin est un croque-mort et s'en fait un ami, même si celui-ci a honte de son métier.
Pour son recueil, Zola a édulcoré le caractère inquiétant du personnage des premières versions, qui reparaîtra sous les traits de Bazouge dans L'Assommoir.

### Le Paradis des chats
Après avoir brièvement tenté la vie aventureuse et la liberté des gouttières, ce chat préfère le confort et la nourriture de ses maîtres, même s'il doit rester enfermé.
La version du recueil diffère profondément dans sa rédaction de la version initiale, intitulée La Journée d'un chien errant; mais le message politique reste le même. Un chat trop gras reparaît dans Le Ventre de Paris.

### Lili
Le portrait d'une femme naturelle, étrangère à la vie artificielle des salons parisiens, et par contraste, la coquetterie précoce dont font preuve dans leurs jeux les petites filles de bonne famille.
Zola a réuni, réécrit et adouci deux textes d'origine différente, dont l'un développait une conception de l'éducation féminine, réduite ici à son résultat.

### La Légende du Petit Manteau bleu de l'amour
La charité d'une vie cesse lors de la rencontre de l'amour. Mais « cette légende n'a pas de morale. »
Le schéma est celui de la Sœur-des-Pauvres des Contes à Ninon : fécondité virginale, prodigalité dans la charité, perte finale du trésor miraculeux ressentie comme un dénouement heureux, même si l'ingénuité affectée comporte beaucoup d'ironie.

### Le Forgeron
Description d'un forgeron rencontré près de Bennecourt. « Il m'apparaissait comme le héros grandi du travail, l'enfant infatigable de ce siècle, qui bat sans cesse sur l'enclume l'outil de notre analyse, qui façonne dans le feu et par le fer la société de demain. »
Pour Zola, le forgeron est une figure mythique de la virilité et du travail, qui sont pour lui étroitement associés. Sa présence combat le cauchemar de l'impuissance : le forgeron a délivré le narrateur de sa faiblesse et de ses doutes. Un forgeron figurera sous le nom de Goujet dans L'Assommoir, mais le roman ne lui accordera pas le même triomphe.

### Le Chômage
« C'est le chômage, le terrible chômage qui sonne le glas des mansardes. La panique a arrêté toutes les industries, et l'argent, l'argent lâche, s'est caché. »
Le conte est l'adaptation d'un article paru en octobre 1872 sous le titre Le Lendemain de la crise. Zola prenait alors position dans le débat politique opposant Thiers, favorable à un régime républicain, aux monarchistes de l'Assemblée, débat qui conduisit à la démission du ministre de l'intérieur, Victor Lefranc. Cet article provoqua la suspension du journal dans lequel il était paru, Le Corsaire. Dans le conte, Zola retire tous les développements polémiques pour représenter simplement une scène de la vie ouvrière : la misère est une fatalité qui pèse sur les ouvriers, sans que l'on puisse en donner d'explication.

### Le Petit village
Un petit village ignoré de tous accède à la célébrité quand il devient le lieu d'une sanglante bataille. Zola précise en note qu'il s'agit de Woerth, « cette terre vierge que la guerre va violer, et dont les clairons souffleront brutalement la souillure aux quatre coins de l'horizon. »
Zola présente la guerre comme une calamité pour l'humanité, calamité dépourvue de sens, aux causes indéterminées. C'est au nom de la vie qu'il se prononce contre la guerre, dans une thématique de pureté et de souillure.

### Souvenirs
Quatorze instantanés : I) Le départ de la bonne société pour la campagne. II) La procession de la Fête-Dieu en Provence. III) Les Bains flottants. IV) La chasse au poste. V) Deux chattes au caractère opposé. VI) Le Père-Lachaise. VII) Le moineau de Paris. VIII) Les Halles. IX) Des Bohémiens à Saint-Ouen. X) Un fabricant de faux diamants. XI) Le château de Versailles menacé par la végétation. XII) Le faux langage guerrier. XIII) La défense du fantôme d'une enfant pendant le siège de Paris. XIV) Neuilly pendant une trêve sous la Commune.

### Les Quatre journées de Jean Gourdon

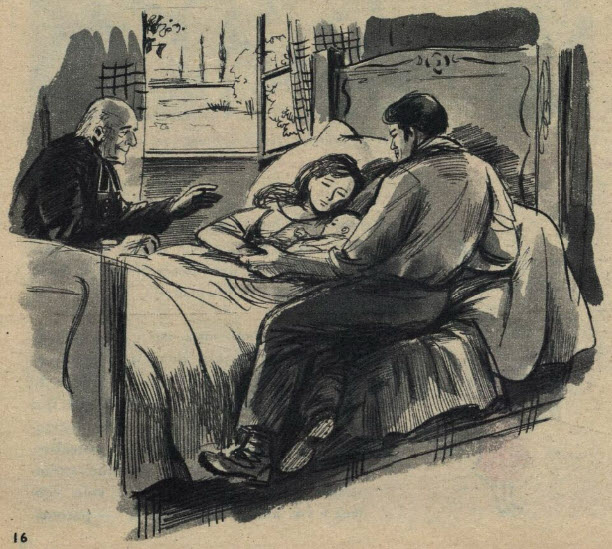
Illustration de la naissance de la fille de Jean Gourdon (Femmes francaises, 1951).

Une journée dans chacune des saisons. Au printemps Jean Gourdon rencontre sa future femme ; en été, soldat, il est blessé dans une bataille ; en automne naît son fils longtemps espéré ; en hiver une crue de la Durance envahit sa ferme, il ne peut sauver que sa fille, tandis que sa femme et son aîné se noient.
Contrairement à la première version de 1866, il n'y a plus que quatre chapitres juxtaposés. Ont disparu le prologue où Jean Gourdon revient sur son passé, et l'épilogue expliquant pourquoi et comment il a quitté sa ferme détruite par les inondations. Ne restent plus que le premier exemple d'une construction dictée par les nécessités du mythe : le déroulement de l'action n'est pas commandé par la chronologie humaine, mais par l'écoulement du temps naturel. La Terre présentera la même organisation. Cependant, après l'hiver, Jean peut encore espérer.

## Réception
Le recueil n'a guère attiré l'attention de la critique en 1874. Depuis, les rares études s'attachent surtout à déceler les quelques aspects autobiographiques.
Roger Ripoll a tenté une synthèse. Pour lui, Le Paradis des chats et Lili sont fondés sur l'opposition de la nature et de la culture ; Le Chômage et Le Petit village consacrent le pouvoir de la fatalité et l'inintelligibilité de l'histoire.

## Prépublications
Tous les textes du recueil étaient auparavant parus dans la presse,, mais ont été profondément remaniés par Zola.
- Un bain : composition probable en août 1873. Première publication : La Renaissance littéraire et artistique, 24 août 1873.
- Les Fraises : composition en mai 1868. Publication dans L'Événement illustré, 2 juin 1868 ; La Tribune, 9 janvier 1870 ; La Cloche, 3 juin 1872.
- Le Grand Michu : composition en février 1870. Première publication : La Cloche, 1er mars 1870.
- Le Jeûne : composition en mars 1870. Publication dans La Cloche, 29 mars 1870 ; La Libre Pensée, 9 et 16 avril 1870.
- Les Épaules de la marquise : composition en février 1870. Publication dans La Cloche, 21 février 1870.
- Mon voisin Jacques : composition en novembre 1865. Publication : Journal des villes et des campagnes, 21 novembre 1865 (sous le titre Un souvenir du printemps de ma vie) ; L'Événement, 3 novembre 1866 (sous le titre Un croque-mort) ; La Tribune, 10 octobre 1869 (sous le titre Causerie) ; La Cloche, 24 juin 1872 (sous le titre Lettre parisienne).
- Le Paradis des chats : composition en novembre 1866. Publication : Le Figaro, 1er décembre 1866 (sous le titre La Journée d'un chien errant) ; La Tribune, 1er novembre 1868 (sous le titre Causerie) ; La Cloche, 24 juin 1872 (sous le titre Lettre parisienne).
- Lili :
  - Première partie : composition en septembre 1868. Publication : La Tribune, 27 septembre 1868 (sous le titre Causerie) ; La Cloche, 8 juillet 1872 (sous le titre Lettre parisienne).
  - Deuxième et troisième parties : composition en juin 1868. Publication : L'Événement illustré, 15 juin 1868 (sous le titre Aux Tuileries) ; La Tribune, 14 novembre 1869 (sous le titre Causerie) ; La Cloche, 13 mai 1872 (sous le titre Causerie).
- La Légende du Petit Manteau bleu de l'amour : composition en août 1868. Publication : L'Événement illustré, 11 août 1868 (sous le titre La Vierge aux baisers, légende dédiée à ces dames) ; La Tribune, 9 janvier 1870 (sous le titre Causerie) ; La Cloche, 17 juillet 1872 (sous le titre Lettre parisienne).
- Le Forgeron : composition en 1873 ou au début de 1874. Publication : Almanach des travailleurs, 1874.
- Le Chômage : composition en décembre 1872. Publication : Le Corsaire, 12 décembre 1872 (sous le titre Le Lendemain de la crise).
- Le Petit village : composition entre le 20 et le 23 juillet 1870. Publication : La Cloche, 25 juillet 1870.
- Souvenirs : composition de mai à août 1866 à juin 1872[22],[23]. Publication dans divers journaux, sous forme d'extraits ou de texte complet de 1867 à 1872.
- Les Quatre journées de Jean Gourdon : composition à l'été ou à l'automne 1866. Publication : L'Illustration, 15 et 29 décembre 1866, 5, 12 et 26 janvier 1867, 2, 9 et 16 février 1867.

## Éditions
- Édition originale : Charpentier, novembre 1874

- Émile Zola, Œuvres complètes, t. 9, Cercle du livre précieux, édition d'André Stil, 1968
- Émile Zola, Contes et Nouvelles, Gallimard, La Pléiade, édition de Roger Ripoll, 1989 (ISBN 2-07-010846-5)
- Émile Zola, Contes à Ninon, suivi de Nouveaux Contes à Ninon, Gallimard, Folio classique, édition de Jacques Noiray, 2014 (ISBN 978-2070443833)
- À Ninon, Le Grand Michu, Les Épaules de la marquise, Mon voisin Jacques, Le Forgeron, Le Chômage figurent dans le recueil Émile Zola, Contes et nouvelles I (1864-1874), Garnier-Flammarion, 2008 (ISBN 978-2-0812-0822-3)

## Adaptation théâtrale
- Les Quatre journées, conte lyrique en 4 actes et 5 tableaux. Texte, musique et orchestration d'Alfred Bruneau. Composition en 1908-1911. Représentation à l'Opéra-Comique le 19 décembre 1916[25].